# Ken’ya Maeshiro
Ken’ya Maeshiro (japanisch 真栄城 兼哉 Maeshiro, Kenya; * 7. Februar 1995 in Okinawa) ist ein ehemaliger japanischer Fußballspieler.

## Karriere
Maeshiro erlernte das Fußballspielen in der Schulmannschaft der Ryutsu Keizai University Kashiwa High School. Seinen ersten Vertrag unterschrieb er 2013 bei FC Ryūkyū. Der Verein spielte in der dritthöchsten Liga des Landes, der Japan Football League. Am Ende der Saison 2013 stieg der Verein in die J3 League auf. Für den Verein absolvierte er 22 Ligaspiele. Ende 2014 beendete er seine Karriere als Fußballspieler.